# 진주 광제산 봉수대
진주 광제산 봉수대(晋州 廣濟山 烽燧臺)는 대한민국 경상남도 진주시 명석면 덕곡리, 광제산에 있는 봉수대이다. 1997년 1월 30일 경상남도의 기념물 제158호 광제산 봉수대로 지정되었다가, 2018년 12월 20일 현재의 명칭으로 변경되었다.

## 개요
봉수대는 횃불과 연기를 이용하여 급한 소식을 전하던 옛날의 통신수단을 말한다. 높은 산에 올라가서 불을 피워 낮에는 연기로 밤에는 불빛으로 신호를 보냈다.
광제산 봉수대는 조선 세종(재위 1418∼1450) 때 만들어진 것으로 추정되며, 동래에서 서울 목멱산(지금의 남산) 중앙봉수에 이르는 봉화선로를 연결하고 있다. 이곳 봉수대는 남쪽으로는 망진산 봉수대와 북쪽으로는 단성의 입암산 봉수와 연결되어 있었으며 현재는 봉수대 일부의 흔적만 남아있다.

## 현지 안내문
봉수는 횃불과 연기로 국경지방과 연안에서 적의 동태나 민정의 긴급한 정황을 중앙정부나 진영에 신속하게 알리기위하여 정치, 군사적인 필요에 의하여 설치한 통신제도이다.
광제산 봉수대는 조선 세종조때 축조된 것으로 추정되며, 남산~동래선인 직봉을 보조하는 간봉으로 남으로 망진산, 북으로 단성의 입암산 봉수와 상응하였다.
현재는 화구와 봉수대에 사용되었던 것으로 추정되는 돌더미가 사방에 흩어져 있다.

## 참고 자료
- 진주광제산봉수대 - 국가유산청 국가유산포털